# Tonka Štetić
Tonka Štetić (Split, 1923. – Split, 7. ožujka 2012.) je hrvatska sopranistica i mezzo-sopranistica.

## Životopis

### Počeci
Tonka Štetić rođena je u 1923. godine. u Splitu. Karijeru započinje kao članica Zbora i Baleta splitskog Hrvatskog narodnog kazališta. Nakon završetka Drugog svjetskog rata pridružila se Narodnom kazalištu gdje je sudjelovala u baletnim predstavama kao što su "Priče moravskog sela" i "Grob u žitu".

### Karijera
Tijekom karijere ostvarila je veliki broj opernih uloga u kojima se iskazala i kao vokalna umjetnica i kao glumica. Nastupala je u zlatnom dobu splitske opere, a kao vrhunac njenog umjetničkog dosega smatra se uloga Ortrud u Wagnerovoj "Lohengrin". Zapaženiju ulogu ostvarila je i u Čajkovskovoj "Pikovoj dami".
Godine 1954. postaje solistica u splitskoj Operi, gdje su se redale znamenite uloge u "Lijepoj Heleni", "Havajskom cvijetu". Pohvale publike i kritike stekla je ulogama Marice u "Spli'skom akvarelu" i Silve u "Kneginji čardaša". Nastupala je i kao Đula u Gotovčevom "Eru s onoga svijeta". Televizijskoj publici predstavila se epizodnim ulogama u hrvatskim serijama "Velo misto" i "Ča smo na ovon svitu".
Posljednji je put nastupala 1999. godine na 45. Splitskom ljetu u ulozi Jovane u "Splitskom akvarelu".

## Filmografija
- "Velo misto" (1980.)
- "Čovik i po" kao žena #1 (1974.)
- "Ča smo na ovon svitu..." kao čakulona #2, susjeda i prijateljica (1973.)
- "Meštre Tonov najsritniji dan" (1969.)

## Vanjske poveznice
- Tonka Štetić u internetskoj bazi filmova IMDb-u (engl.)